# Зігрун Водарс
Зігрун Водарс (нім. Sigrun Wodars; нар. 7 листопада 1965, Ной-Каліс, НДР) — німецька легкоатлетка, що спеціалізується на бігу на середні дистанції, олімпійська чемпіонка 1988 року, чемпіонка світу та Європи.

## Кар'єра
| Рік                   | Змагання                      | Місто                | Місце           | Дисципліна      | Примітки        |
| Представник НДР       | Представник НДР               | Представник НДР      | Представник НДР | Представник НДР | Представник НДР |
| --------------------- | ----------------------------- | -------------------- | --------------- | --------------- | --------------- |
| 1985                  | Чемпіонат Європи в приміщенні | Пірей, Греція        | 3 (забіг)       | 800 метрів      | 2:04.62         |
| 1986                  | Чемпіонат Європи в приміщенні | Мадрид, Іспанія      | 1               | 800 метрів      | 1:59.89         |
| 1986                  | Чемпіонат Європи              | Штутгарт, ФРН        | 2               | 800 метрів      | 1:57.42         |
| 1987                  | Чемпіонат Європи в приміщенні | Льєвен, Франція      | 2               | 800 метрів      | 2:00.50         |
| 1987                  | Чемпіонат світу               | Рим, Італія          | 1               | 800 метрів      | 1:55.26         |
| 1988                  | Олімпійські ігри              | Сеул, Південна Корея | 1               | 800 метрів      | 1:56.10         |
| 1990                  | Чемпіонат Європи              | Спліт, Югославія     | 1               | 800 метрів      | 1:55.87         |
| Представник Німеччина |                               |                      |                 |                 |                 |
| 1991                  | Чемпіонат світу               | Токіо, Японія        | —               | 800 vетрів      | DNS             |
| 1992                  | Олімпійські ігри              | Барселона, Іспанія   | 5 (півфінал)    | 800 метрів      | 2:00.91         |